# 4. szimfónia (Brahms)
Johannes Brahms 1884–1885-ben írta 4., e-moll szimfóniáját (op. 98.). Bemutatója Meiningenben volt, maga Brahms vezényelt.

## A mű születése
Brahms a 4. szimfóniát 1884 nyarán kezdte komponálni, a stájerországi Mürzzuschlagban, és két tétellel el is készült. A befejezés azonban 1885-re maradt, a további két tételt a nyár végére írta meg. Brahms Hans von Bülow-nak írt, szerény, egyben tréfás hangú levelében számolt be a szimfónia elkészültéről: „Itt fekszik néhány közjáték, amit együttesen általában szimfóniának neveznek … egyre csak arra gondolok, milyen szíves-örömest kezdeném nálatok a mű próbáit. Egyúttal azt is remélem, hogy a nagyközönség tetszését elnyeri majd. Bár tartok tőle, hogy túlságosan árad belőle a mi hűvösebb éghajlatunk … mert nálunk bizony nem érnek édessé a cseresznyék, Te nem is kóstolnál belőlük!” Brahms aggódott a bemutató miatt, mert műve meglehetősen komor hangulatúra sikeredett. A mű kétzongorás változatát még a zenekari bemutató előtt előadták egy szűkebb társaság előtt, Brahms és Ignaz Brüll játszott, és bizony a barátainak nem volt túl jó véleménye a darabról. Hanslick azt mondta, hogy az első tétel olyan, mintha két szellemes fickó ütlegelné; Kalbeck, Brahms életrajzírója pedig egyenesen azt tanácsolta, hogy a mű harmadik tételét dobja ki, a negyedik tételt tegye közzé önálló variációsorozat formájában, a megmaradt első két tételhez viszont írjon új scherzót és finálét.
Az aggasztó vélemények ellenére a bemutatóra 1885. október 25-én sor került Meiningenben, ahol Bülow híres zenekara működött, és előadásukban a 4. szimfónia hatalmas sikert aratott.

## A zene
A szimfónia négytételes:
- Allegro non troppo, e-moll (~12,5 min)
- Andante moderato, E-dúr (~12 min)
- Allegro giocioso, C-dúr (~6,5 min)
- Allegro energico e passionato, e-moll (~10 min)

A szimfónia komoly, sőt komor hangulatot áraszt, pedig az első tétel kezdete még akár játékosnak is tűnhet. A tétel a hagyományos szonátaformában íródott. A mélabús második tétel sorsmotívumát egy csellón felcsendülő dallam oldja fel. Ez a tétel is egy módosított szonátaforma. A harmadik tétel (scherzo) készült el utoljára, és megfigyelhető, hogy a C-dúr alaphangnem ellenére milyen komoly a jellege. Csak itt kap szerepet a triangulum. A negyedik tétel a szimfonikus passacaglia ritka példája, amit azért választott Brahms, hogy a zene történeti távlatait érzékeltethesse. A finále nyolcütemes, korálszerűen harmonizált dallam harminckét változatából és kódából áll.
A progresszív zenét játszó Yes rockegyüttes 1971-es Fragile című lemezén feldolgozta a szimfónia egy részletét, a Cans and Brahms című rövidke számban. A hangszerelés Rick Wakeman műve volt.

## Hangszerelés
A szimfónia előadói apparátusa: két fuvola, piccolo, két oboa, két klarinét, két fagott, kontrafagott, négy kürt , két trombita, három harsona, üstdob, triangulum és vonós hangszerek.
Előadása – tempóválasztástól függően – hozzávetőlegesen 40 percet vesz igénybe.

## Hallgassuk meg!
|          |          |          |          |
| 1. tétel | 2. tétel | 3. tétel | 4. tétel |

## Fordítás
- Ez a szócikk részben vagy egészben  a   Symphony No. 4 (Brahms) című angol Wikipédia-szócikk ezen változatának fordításán alapul.  Az eredeti cikk szerkesztőit annak laptörténete sorolja fel. Ez a jelzés csupán a megfogalmazás eredetét és a szerzői jogokat jelzi, nem szolgál a cikkben szereplő információk forrásmegjelöléseként.